# Lindenstraße 2, 4, Oststraße 34, 35, 36 (Hohenmölsen)

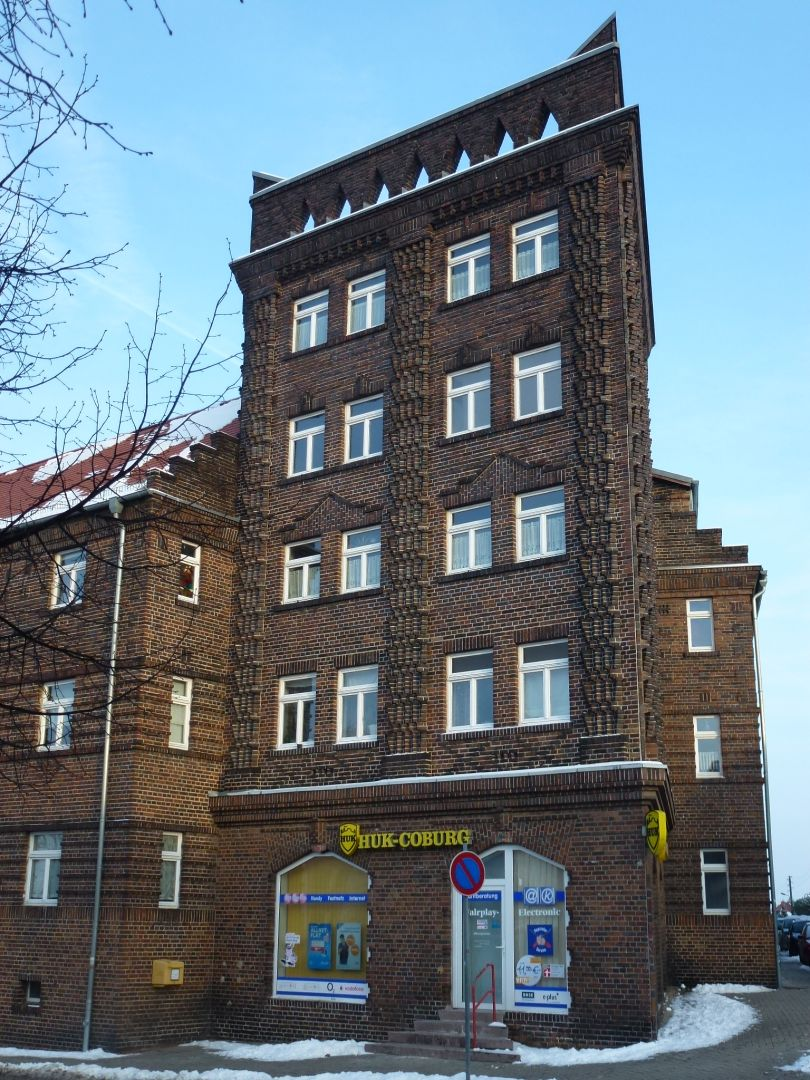
Hohenmölsen, Lindenstraße 2, 4, Oststraße 34, 35, 36

Das Gebäude Lindenstraße Ecke Oststraße ist ein denkmalgeschützter Wohnkomplex in der Stadt Hohenmölsen.

## Geschichte
Das Gebäude wurde vom Architekten Fritz Doelling geplant. Er war damals beim Kreisbauamt Weißenfels angestellt. Zu seinen Aufgaben gehörte die Planung von kommunalen Gebäuden, wozu auch mehrere Mehrfamilienhäuser gehörten. Das Gebäude Lindenstraße Ecke Oststraße in Hohenmölsen ist sein auffälligster Bau. Gebaut wurde das Gebäude 1927.
Der Gebäudekomplex steht heute unter Denkmalschutz und ist im örtlichen Denkmalverzeichnis als Baudenkmal unter der Nummer 094 87051 eingetragen.

## Lage
Das Gebäude befindet sich an der Lindenstraße Ecke Oststraße in der Stadt Hohenmölsen. Das Gebäude umfasst die Hausnummer 4 der Lindenstraße sowie die Hausnummern 34, 35 und 36 der Oststraße.

## Gestaltung
Bei dem Gebäude handelt es sich um einen mehrteiligen Wohnhauskomplex. Der Komplex ist stufenartig aufgebaut. Die äußeren Gebäudeteile sind zweigeschossig, gefolgt von einem dreigeschossigen Mittelteil. Der fünfgeschossige Eckturm ist der auffälligste Teil des Wohnhauskomplexes. Die Fassade ist geprägt von Klinkerreliefs. Die Gestaltung des Wohnkomplexes, insbesondere der Fassade, hatte das Chilehaus in Hamburg als Vorbild. 

## Quelle
- Denkmal des Monats August 2015, abgerufen am 4. Juli 2017

Koordinaten: 51° 9′ 33,2″ N, 12° 6′ 0,8″ O